# Un'altra storia
Un'altra storia è un film documentario del 2006 diretto da Marco Battaglia, Gianluca Donati, Laura Schimmenti e Andrea Zulini.
Il documentario racconta lo scontro elettorale per la Presidenza della Regione Siciliana nel 2006, che vede contrapposti Rita Borsellino, sorella di Paolo, il giudice assassinato dalla mafia nel 1992 - impegnata nella lotta alla mafia e Totò Cuffaro, governatore uscente, indagato per favoreggiamento aggravato a “Cosa nostra”.

## Trama
I nomi dei due protagonisti, con la loro storia, attribuiscono immediatamente un significato più vasto al confronto politico e istituzionale fra destra e sinistra. Al di là degli schieramenti e dei programmi di governo, si delinea, infatti, un'antitesi netta tra due concezioni della politica, della legalità e della Sicilia stessa. Il film documentario, realizzato nei mesi precedenti le elezioni, narra il tentativo di riscatto di quei siciliani che, sostenendo Rita Borsellino, hanno sperato di scardinare il sistema politico e sociale consolidato per scrivere un'altra Storia.

## Riconoscimenti
- Premio Speciale della giuria Concorso DOC - XXIV Torino Film Festival (2006)